# Il vedovo
Il vedovo (De weduwnaar) is een Italiaanse film van Dino Risi die werd uitgebracht in 1959.

## Verhaal
Alberto Nardi is de grootsprakerige eigenaar van een verliesdraaiend bedrijf dat liften fabriceert. Hij staat om de haverklap in het rood en wordt dan ook belaagd door schuldeisers, zelfs door zijn eigen personeel dat zijn loon maar niet uitbetaald krijgt. Hij laat zich echter nooit uit het lood slaan. Hij heeft zelfs zijn oom, een taxichauffeur, al diens geld ontfutseld door hem aandeelhouder te maken van zijn bedrijf. 
Hij is gehuwd met Elvira, een heel vermogende vrouw die tot nu toe bijspringt om zijn schulden te betalen, zeventig miljoen lire in vijf jaar tijd. Ze noemt hem dan ook een idioot, een incompetente megalomaan. Toch blaakt hij van zelfvertrouwen en heeft hij een hoge dunk van zichzelf. De echtelieden tonen ook openlijk hun minachting voor elkaar.
Elvira heeft meer dan genoeg van Alberto's hopeloze financiële situatie en van het feit dat hij er nog een knappe jonge minnares op nahoudt. Ze draait dan ook de geldkraan dicht.  
Op een dag verneemt Alberto met grote vreugde dat de nachttrein Milaan-Zürich, die zijn vrouw heeft genomen, is ontspoord en dat onder meer haar slaaprijtuig in een meer is gestort. Hij speelt de ontroostbare weduwnaar en laat vliegensvlug alles in gereedheid brengen voor de uitvaartplechtigheid. Hij maakt al allerlei toekomstplannen.
Maar Elvira daagt op tijdens de plechtigheid. Iedereen schrikt zich een hoedje, blaaskaak Alberto voorop. Ze vertelt dat ze de nachttrein heeft gemist, omdat ze een onverwacht telefoongesprek had. 
De zelfzekere fantast in Alberto bedenkt dan een plan om zijn vrouw uit de weg te ruimen. Hij laat de lift van de Torre Velasca, waarin hij met Elvira een ruim appartement betrekt, saboteren. Door de onhandigheden van zijn medeplichtigen, wordt hij echter zelf het slachtoffer van zijn valstrik.

## Rolverdeling
| Acteur          | Personage                                        |
| --------------- | ------------------------------------------------ |
| Alberto Sordi   | Alberto Nardi                                    |
| Franca Valeri   | Elvira Almiraghi, de vrouw van Alberto           |
| Livio Lorenzon  | markies Stucchi                                  |
| Leonora Ruffo   | Gioia, de minnares van Alberto                   |
| Nando Bruno     | de oom van Alberto Nardi                         |
| Nanda Primavera | mamma Italia, de moeder van Gioia                |
| Mario Passante  | Lambertoni, een van Alberto's schuldeisers       |
| Enzo Petito     | Fritzmayer, technicus in het bedrijf van Alberto |
| Rosita Pisano   | de secretaresse van Alberto                      |